# Rick Fenn
Rick Fenn (født 23. maj 1953) er en engelsk guitarist, der blev kendt for at medvirke i bandet 10cc fra 1977. Han kan også spille klaver, men gør det dog sjældent.